# Taoyuanji
Taoyuanji (kinesiska: 桃源集镇, 桃源集) är en köping i Kina. Den ligger i provinsen Shandong, i den östra delen av landet, omkring 240 kilometer sydväst om provinshuvudstaden Jinan. Antalet invånare är 68842. Befolkningen består av 33 353 kvinnor och 35 489 män. Barn under 15 år utgör 24,0 %, vuxna 15-64 år 67 %, och äldre över 65 år 7,0 %.
Genomsnittlig årsnederbörd är 744 millimeter. Den regnigaste månaden är juli, med i genomsnitt 184 mm nederbörd, och den torraste är januari, med 5 mm nederbörd.